# Leisnig
Leisnig é um município da Alemanha, situado no distrito de  Mittelsachsen, no estado da Saxônia. Tem 78,01 km² de área, e sua população em 2019 foi estimada em 8.243 habitantes.